# Antonio Ramírez de Montalvo

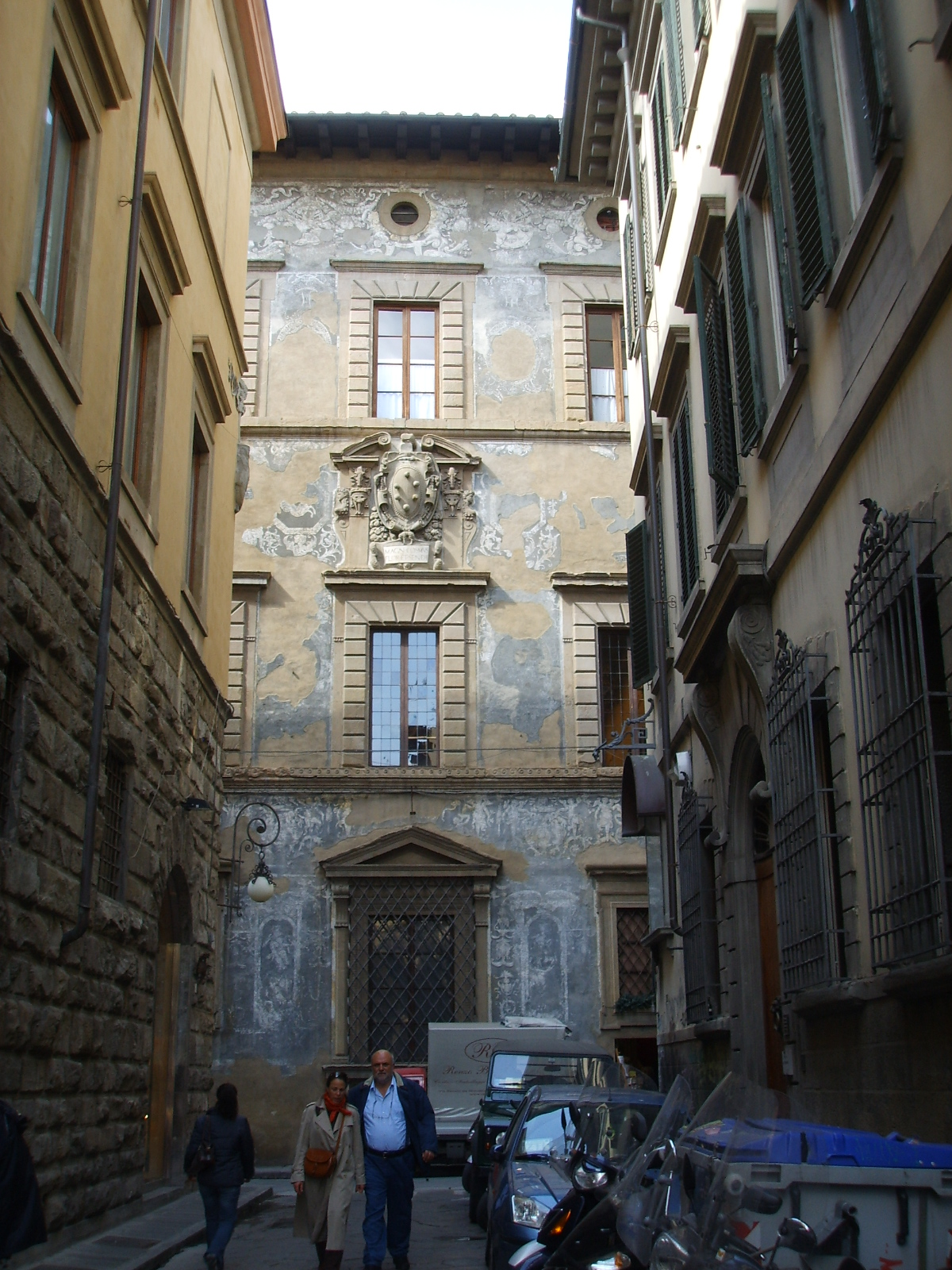
Fachada principal manierista de su palacio situado en el borgo degli Albizzi de Florencia

Antonio Ramírez de Montalvo (Arévalo, 1527-21 de julio de 1581) fue un noble español, conocido por su servicio a Cosme I de Toscana y sus sucesores.

## Biografía
Fue hijo de Juan Ramírez y María de Montalvo. Este matrimonio tendría otros vástagos, además de Antonio:
- Bernardino (-1581), camarero del entonces cardenal Fernando de Medici (después Fernando I de Toscana).
- Francisco, camarero del cardenal Francisco Pacheco de Toledo, arzobispo de Burgos.
- Juan, magistrado que fue oidor en la Chancillería de Valladolid.
- Diego (-1591), militar, que fue castellano de la fortaleza de Livorno y después la de San Miniato, en Florencia.

Por parte de su padre era de una familia noble establecida en Arévalo en el siglo XV, con orígenes en Olmedo.
En 1539, teniendo tan solo 13 años, Antonio acompañó al cardenal Juan de Toledo, obispo de Burgos, en su viaje a Roma, para recibir del papa el nombramiento como cardenal del título de San Pancracio. Juan de Toledo era tío de Leonor Álvarez de Toledo, hija de Pedro de Toledo, virrey de Nápoles; y esposa de Cosme I, duque de Florencia. En este viaje el cortejo del cardenal fue alojado en la corte de su sobrina en Florencia. Leonor de Toledo gustó del joven Montalvo, que pasaría a ser paje de su marido, Cosme I. Posteriormente fue su gentilhombre. En la primera mitad de la década de 1550, participó en la guerra de Siena (en la que también participaron otros españoles como Hernando Sastre).

Antonio llegó a poseer hasta su muerte una gran influencia en el soberano toscano, su amigo y compatriota también residente en Florencia, Baltasar Suárez de la Concha, llegó a decir de él, en carta a Simon Ruiz (pariente de Antonio) y respecto de la influencia de Antonio: 
“nadie puede lo que él” [con relación a Cosme I]
Esta influencia y cercanía de Antonio a Cosme I se encuadra en un grupo de españoles e italianos conocidos como uomini nuovi. Este grupo revitalizaría el aparato cortesano, político y comercial florentino. En el entorno de este grupo se identifican hombres como: Hernando Sastre, Baltasar Suárez de la Concha, Fabio Arazola o Fernando Ximénez de Aragón.
Fue uno de los doce primeros caballeros de la Orden de San Esteban en 1561, recibiendo la investidura del propio gran maestre, Cosme I.
Dos años después este soberano le concedió el feudo de Sasseta. Cosme I le donó en 1567 una casa que había pertenecido a la familia Bonafé, en Florencia. Antonio unió a esta propiedad otras dos casas formando el palazzo Ramirez de Montalvo según diseño de Bartolomeo Ammanati en estilo manierista.
En 1570, acompañó a Cosme I en su viaje a Roma para recibir la investidura como gran duque de Toscana de manos de Pío V.
Murió el 21 de julio de 1581, siendo enterrada en una rica capilla de su patronato situada en el convento de Santa Maria degli Angeli de Florencia (hoy desaparecido). En el claustro de este convento aún se conserva la lápida sepulcral.

## Matrimonio y descendencia
Contrajo matrimonio con Juana Ghixosa de Guevara, hija del capitán Jerónimo de Guevara (también conocido como Jerónimo de Urueña). Tuvo diez hijos:
- Juan (Pisa, 1558-1622), II señor de Sasseta a la muerte de Antonio, casado con Elisabetta Torreblanca (-1607). Tuvieron una hija Eleonora Ramírez de Montalvo (1602-1659), poeta, religiosa y fundadora.[1]
- Fernando (1565/1567-1622), casado con Elisabetta Martelli, hija de Francesco Martelli y pariente de Camilla Martelli, esposa morganática casada con Cosme I tras la muerte de Leonor de Toledo.
- Jerónimo, caballero de la Orden de San Esteban (1573) y paje de la princesa Leonor de Toscana en su viaje para su boda con el futuro Vicente I, duque de Mantua, en 1584.
- García, paje de Pedro de Médici y traductor de la Relazione della Guerra de Siena al español. Intentó a ser caballero de la Orden de Malta.
- Alfonso, que vivió en Roma al servicio del cardenal Fernando de Medici (después Fernando I de Toscana) y acabaría siendo eclesiástico. Llegaría a ser protonotario apostólico.
- Luisa, casada en 1581 con Pirro Barbolani, patricio de Florencia y conde de Monterotondo, militar al servicio de las tropas pontificias en Francia.
- Leonor, casada con Hipolito Agostini, bailío de Siena en la Orden de San Esteban.
- María, casada con N Albergotti.
- Isabel
- Ana (-1606) casada con Pedro de Arazzola, hija de Fabio Arazola, favorito de Cosme I de Médici. Posteriormente ingresaría en el monasterio de San Vicenzo, conocido como Annalena.

### Individuales
1. 1 2  Chiaro, Maria Ugolini del (1731). Vita della serva di Dio donna Leonora Ramirez Montalvo fondatrice dell'umili ancille della Santissima Trinità del nobile conservatorio detto La quiete e dell'ancille della ss. Vergine dell'Incarnazione all'altezza reale del serenissimo Gio. Gastone granduca di Toscana loro signore (en italiano). per Michele Nestenus, e Francesco Moucke. pp. 1-7. Consultado el 21 de febrero de 2024.
2. ↑  Índice de la colección de don Luis de Salazar y Castro. Tomo XVIII.. Real Academia de la Historia. Consultado el 21 de febrero de 2024.
3. ↑  Plaza Morillo, Carlos (2016). Españoles en la corte de los Medici: arquitectura y política en tiempos de Cosimo I. p. 142. ISBN 978-84-15245-56-8. Consultado el 22 de febrero de 2024.
4. ↑  Plaza, Carlos (3 de julio de 2018). «El “palcho della sala” del palacio Ramírez de Montalvo en Florencia (1567-1570)». Opus Incertum (en inglés): 62-67 Pages. doi:10.13128/OPUS-23050. Consultado el 20 de febrero de 2024.
5. ↑  Ricci, Chiara (2021). «2.1. La cappella Ramirez de Montalvo e la cappella Ticci». Santa Maria degli Angeli : un monastero camaldolese "dimenticato" nel centro di Firenze : analisi del percorso storico-architettonico in età moderna e contemporanea (en italiano) I. Florencia: Firenze University Press. pp. 102-109, 112-114.